# Rubus flagellaris
Rubus flagellaris är en rosväxtart som beskrevs av Carl Ludwig von Willdenow. Rubus flagellaris ingår i släktet rubusar, och familjen rosväxter. Inga underarter finns listade i Catalogue of Life.

## Bildgalleri

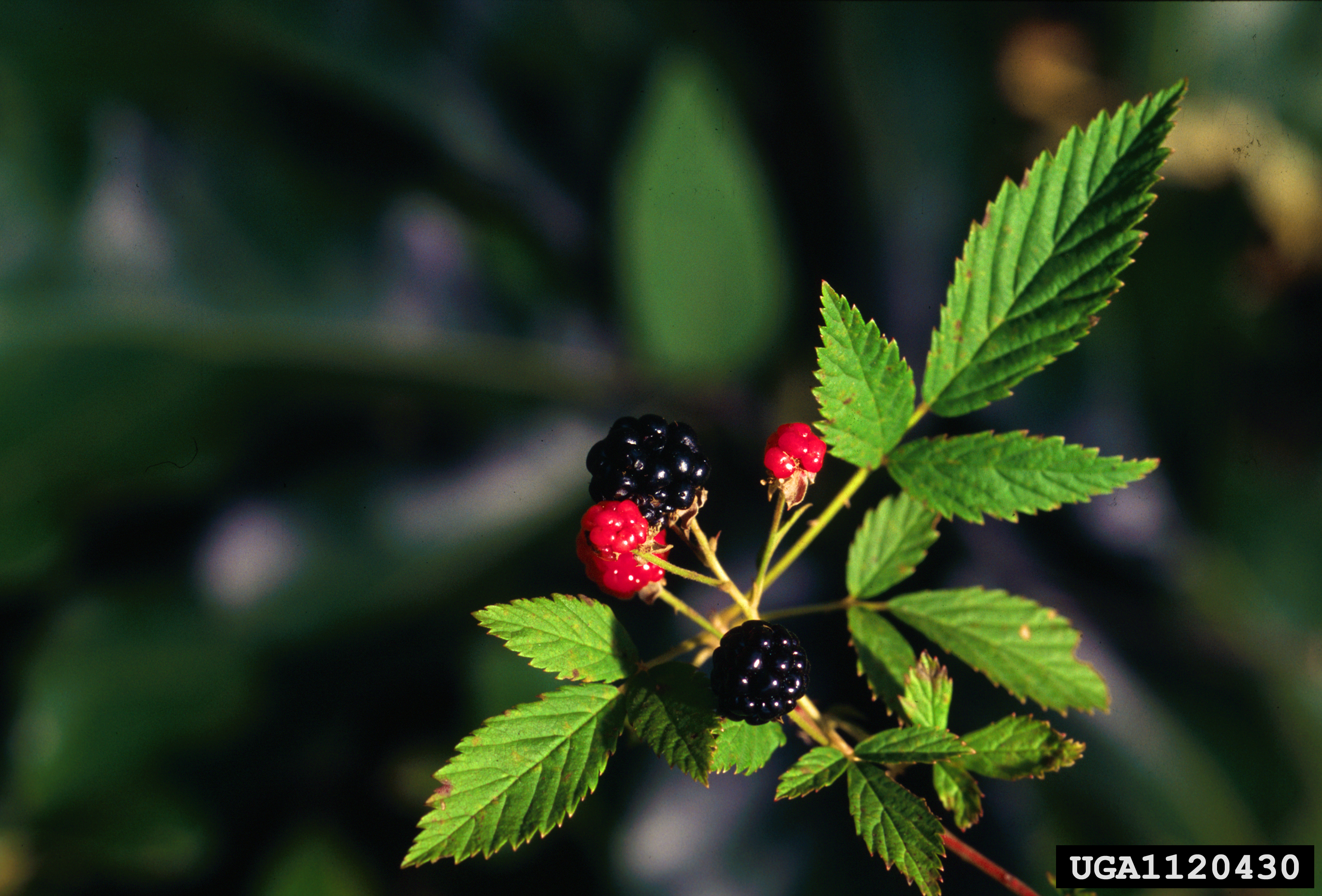
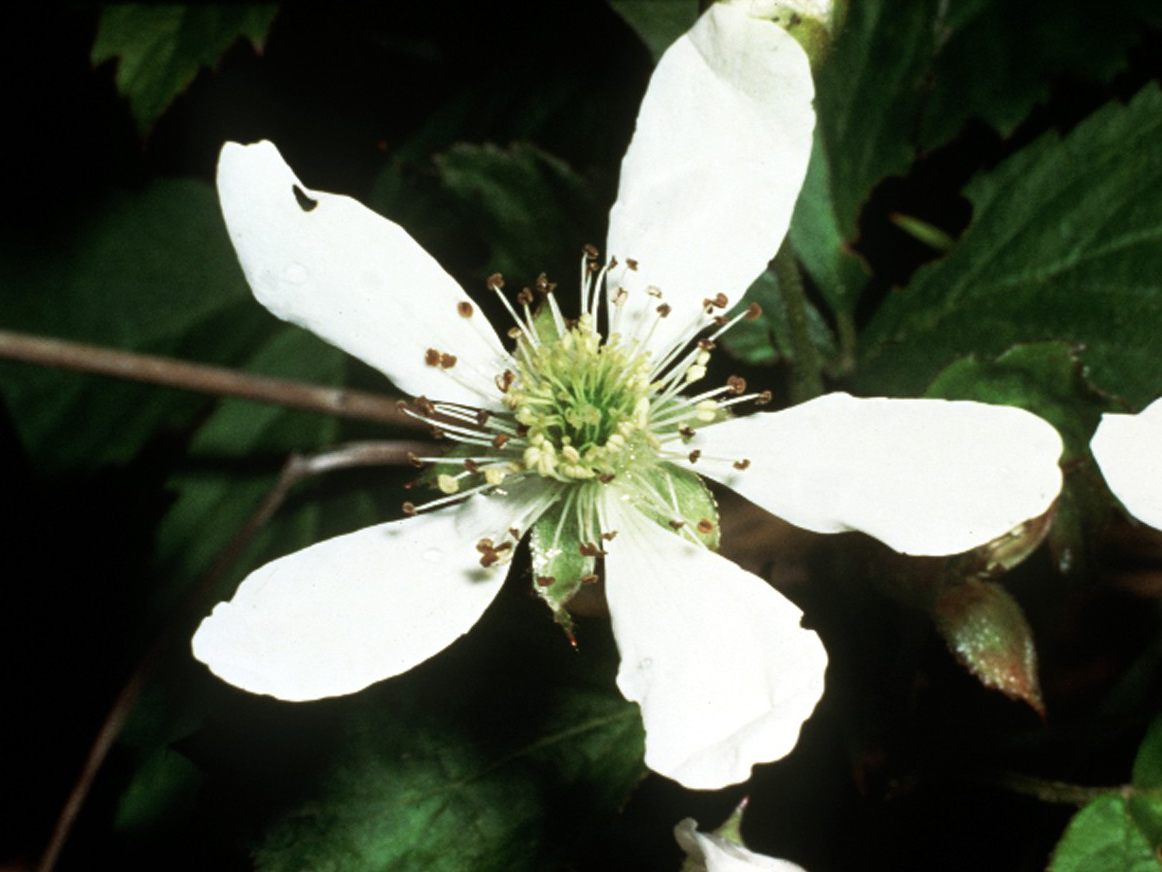
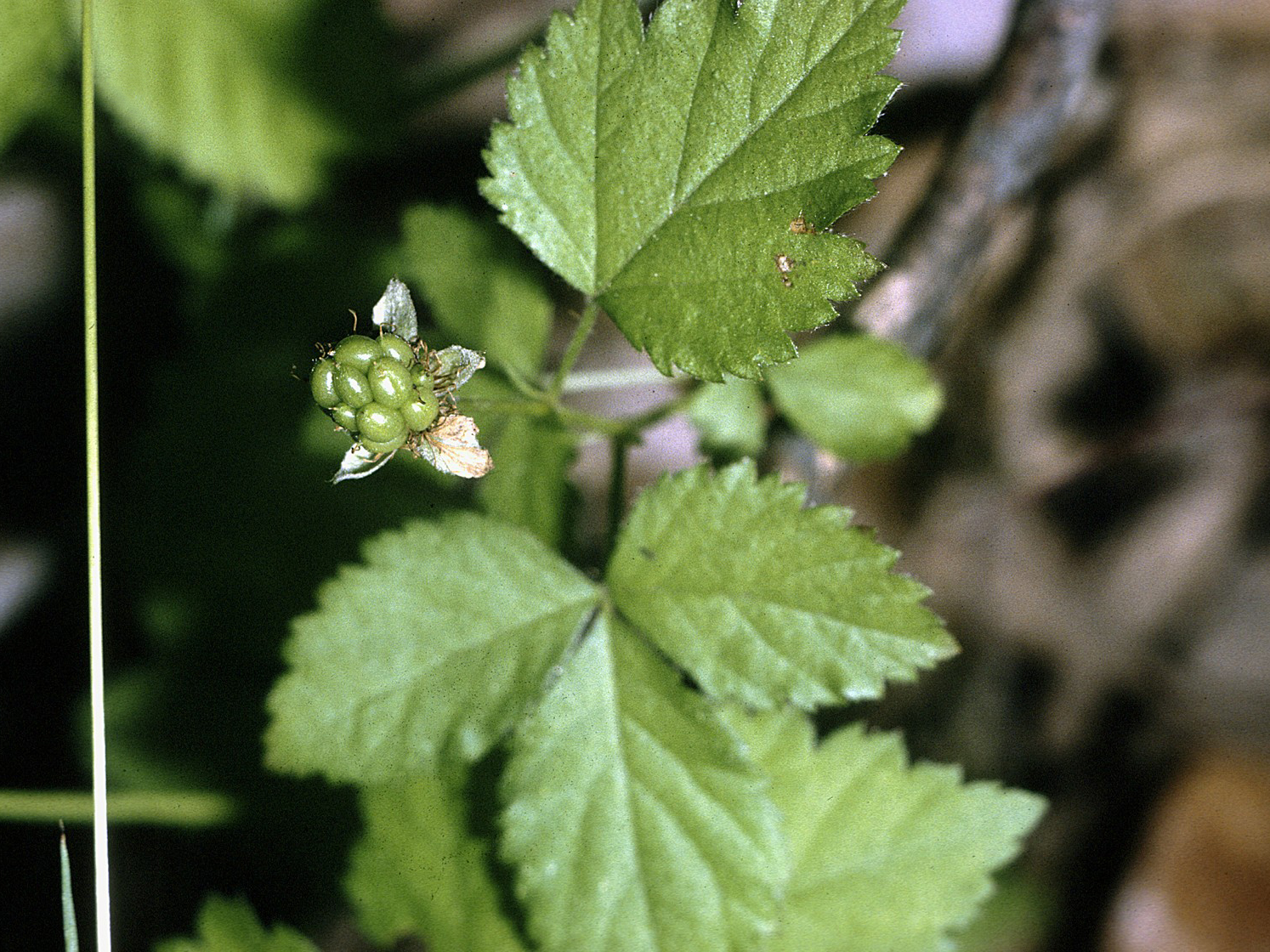
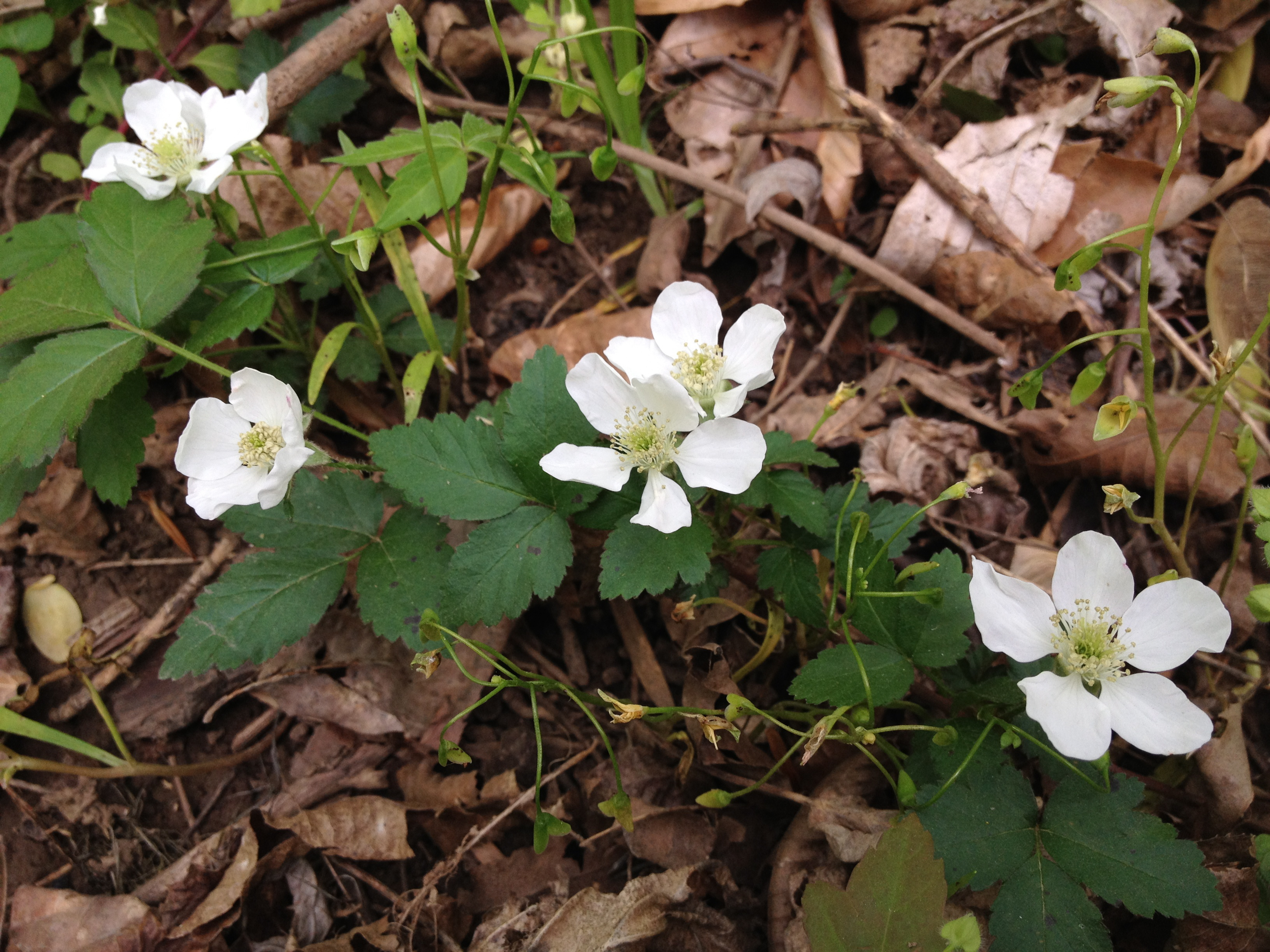